# Włodzimierz Zieliński (generał)
Włodzimierz Zieliński (ur. 26 września 1951, zm. 4 maja 2025) – generał brygady Wojska Polskiego, doktor nauk wojskowych, nauczyciel akademicki.

## Życiorys
W latach 1969–1973 był podchorążym Wyższej Szkoły Oficerskiej Wojsk Zmechanizowanych im. Tadeusza Kościuszki we Wrocławiu. Po ukończeniu szkoły oficerskiej i promocji pełnił służbę w jednostkach 5 Saskiej Dywizji Pancernej i 4 Pomorskiej Dywizji Zmechanizowanej na stanowiskach dowódcy plutonu, dowódcy kompanii i dowódcy batalionu. W latach 1982–1985 był słuchaczem Akademii Wojskowej im. Michaiła Frunzego w Moskwie. Po powrocie do kraju został wyznaczony na stanowisko zastępcy dowódcy 11 Złotowskiego Pułku Zmechanizowanego do spraw liniowych w Krośnie Odrzańskim, a następnie szefa sztabu – zastępcy dowódcy 17 Drezdeńskiego Pułku Zmechanizowanego w Międzyrzeczu. W latach 1987–1990 dowodził 11 Złotowskim Pułkiem Zmechanizowanym w Krośnie Odrzańskim. W lutym 1990 roku został wyznaczony na stanowisko zastępcy dowódcy 4 Pomorskiej Dywizji Zmechanizowanej do spraw liniowych, a następnie szefa sztabu - zastępcy dowódcy tego związku taktycznego. W lutym 1995 roku objął dowództwo 14 Brygady Pancernej Ziemi Przemyskiej im. Hetmana Jana Karola Chodkiewicza w Przemyślu. W 1997 roku, po ukończeniu Podyplomowych Studiów Operacyjno-Strategicznych w Akademii Obrony Narodowej w Rembertowie, został wyznaczony na stanowisko dowódcy 1 Warszawskiej Dywizji Zmechanizowanej im. Tadeusza Kościuszki w Legionowie. 15 sierpnia 2001 roku Prezydent RP, Aleksander Kwaśniewski wręczył mu nominację na generała brygady. 30 stycznia 2002 roku obowiązki dowódcy dywizji przekazał płk. dypl. Henrykowi Dziewiątka, a sam objął stanowisko szefa Wojewódzkiego Sztabu Wojskowego w Warszawie.
Ukończył kurs specjalistyczny w bazie Borden w Kanadzie. 24 lutego 2009 roku obronił w Akademii Obrony Narodowej swoją pracę doktorską pt. Ekonomiczne podstawy systemu obronności państwa w czasie pokoju, kryzysu i wojny.
Pracował jako nauczyciel przedmiotów wojskowych w Zespole Szkół Ponadgimnazjalnych w Komornicy oraz jako nauczyciel akademicki na kilku uczelniach wojskowych i cywilnych.